# Place Saint-Michel (ancienne voie de Paris)
Pour les articles homonymes, voir Place Saint-Michel.
La place Saint-Michel est une ancienne voie de Paris. Cette place disparait lors du percement du boulevard Saint-Michel, qui entraine également la création plus au nord de la « place du pont Saint-Michel » (actuelle place Saint-Michel) avec laquelle cette ancienne place ne doit pas être confondue.

## Situation

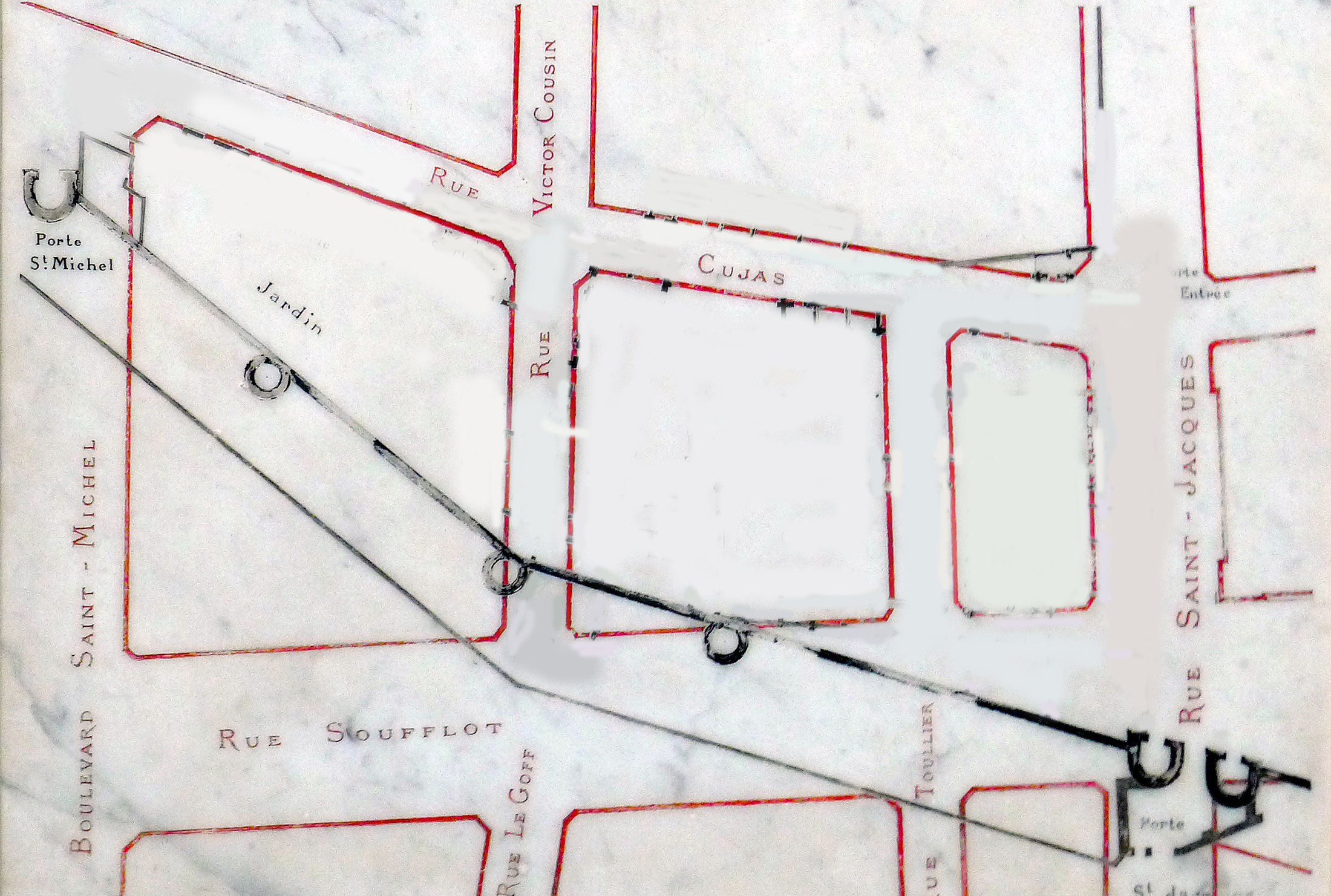
Schéma illustrant l'emplacement de l'ancienne porte Saint-Michel, précédemment d'Enfer (à gauche de l'image).

La voie était située dans l'ancien 11e arrondissement : des nos 2 à 6 dans le quartier de l'École-de-Médecine ; des nos 8 à 16, dans le quartier de la Sorbonne.
Elle se trouvait à l'intersection de la rue de la Harpe, de la rue Saint-Hyacinthe-Saint-Michel, de la rue d'Enfer et de la rue des Francs-Bourgeois-Saint-Michel (section de la rue Monsieur-le-Prince),.

## Origine du nom
Elle doit son nom à la porte Saint-Michel, sur l'enceinte de Philippe Auguste.

## Histoire
La porte Saint-Michel est abattue en 1684 et à son emplacement est érigée une fontaine construite sur les dessins de Pierre Bullet et décorée d'un distique de Jean de Santeul : « HOC IN MONTE SUOS RESERAT SAPIENTIA FONTES ; NE TAMEN HANC PURI RESPUE FONTIS AQUAM » (« Sur cette montagne on peut puiser aux sources de la sagesse ; ne dédaignez pas cependant l'eau pure de cette fontaine »). La fontaine était alimentée par l'aqueduc d'Arcueil.
Une des stations des coucous, voitures hippomobiles desservant la banlieue entre 1780 et le milieu du XIXe siècle était établie sur la place Saint-Michel. C'était le point de départ du voyage en direction du sud de Paris qui passait par Sceaux et se terminait à Longjumeau.
En 1859 est déclaré d'utilité publique le prolongement du boulevard Sébastopol (rive gauche) (actuel boulevard Saint-Michel), de la place Saint-Michel au carrefour de l'Observatoire, par l'élargissement à trente mètres de la rue d'Enfer et de la rue de l'Est et isolement du jardin du Luxembourg du côté de la rue d'Enfer. La place Saint-Michel est alors absorbée par ce nouveau boulevard.

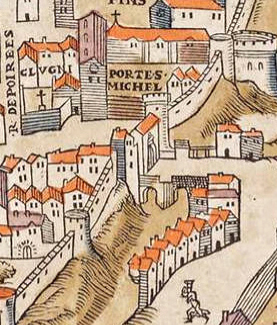
La porte Saint-Michel sur le plan de Truschet et Hoyau (1550).
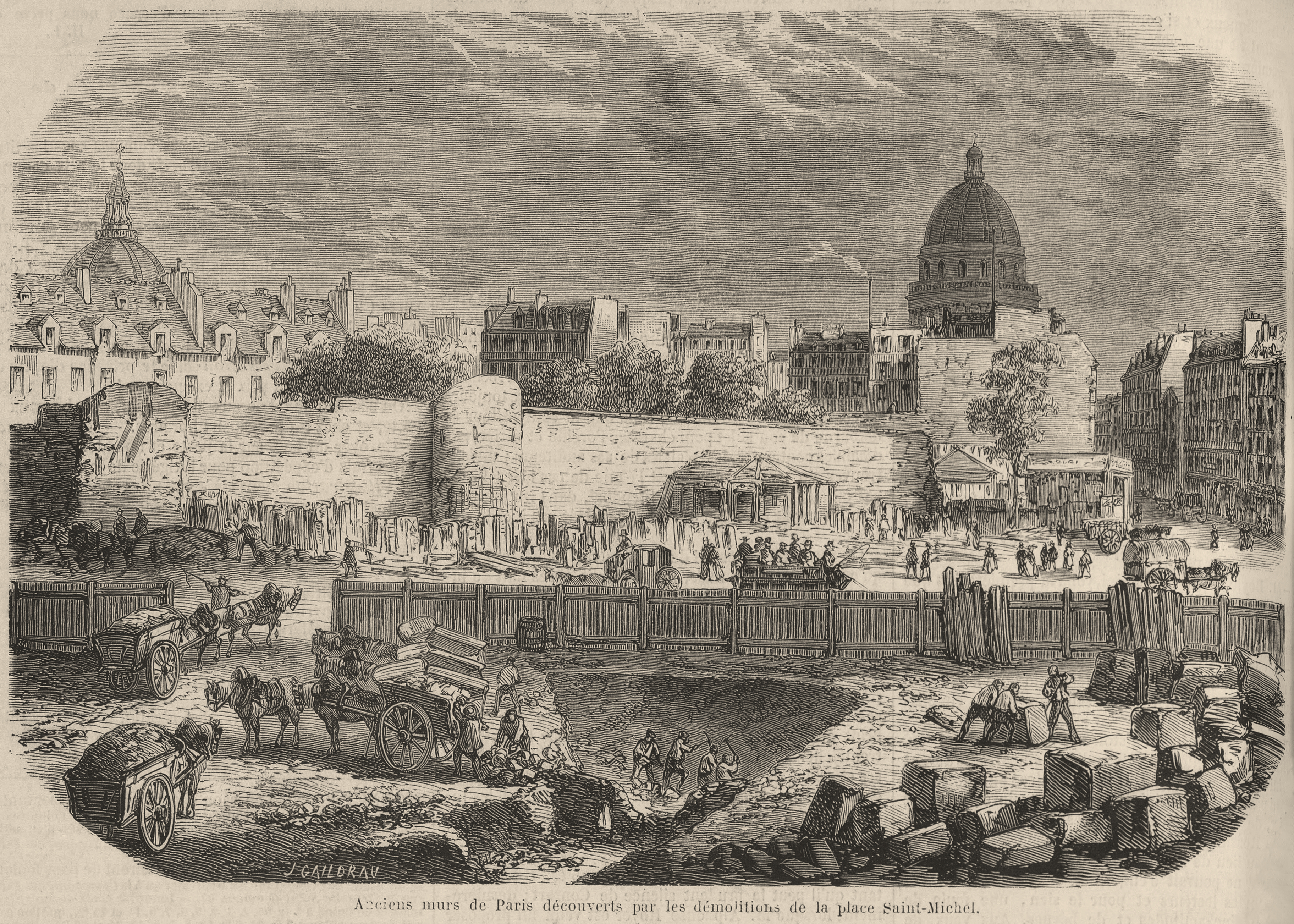
Anciens murs de Paris découverts par les démolitions de la place Saint-Michel vers 1860.